# Edith Joan Lyttleton

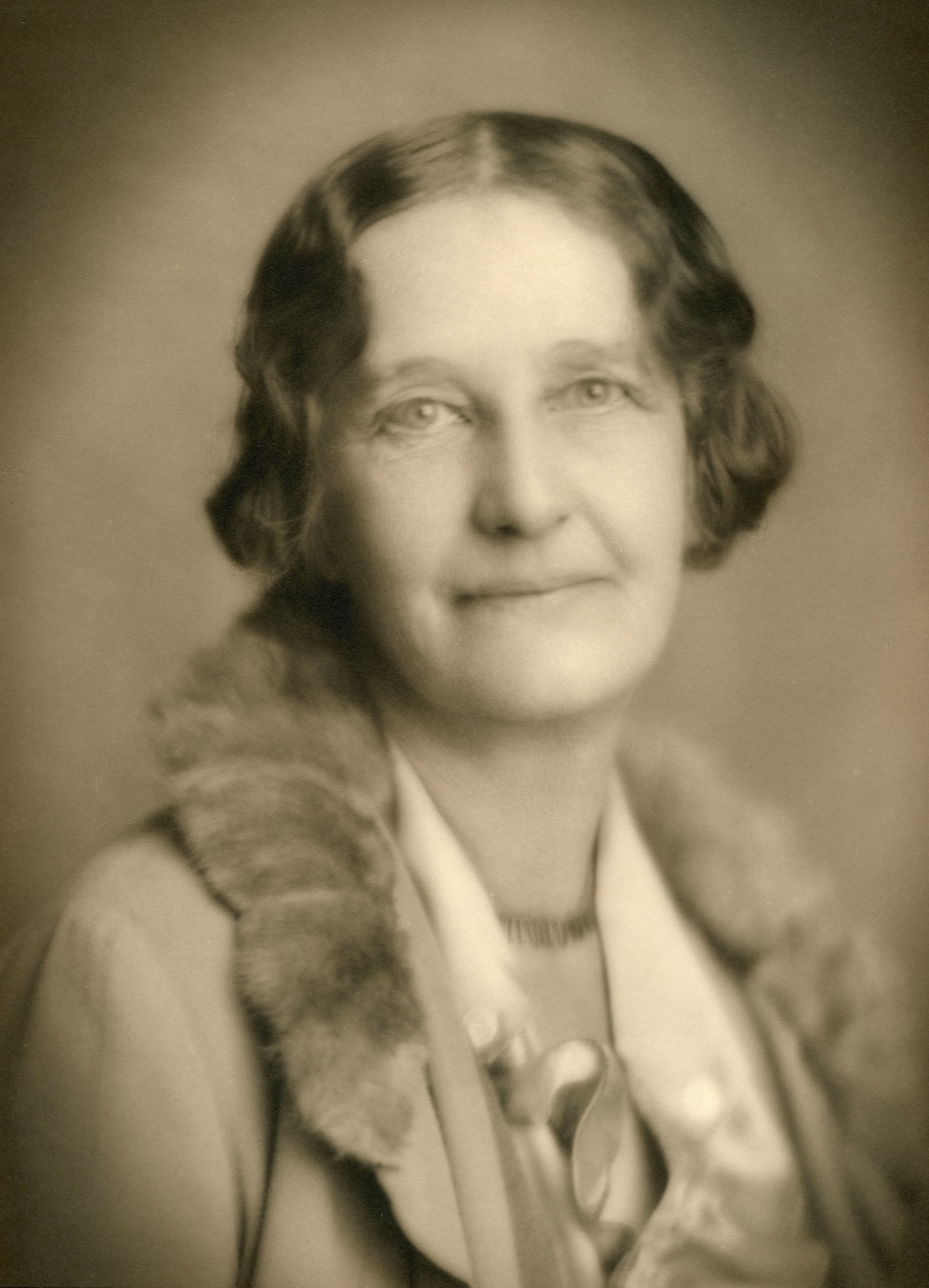
Edith Joan Lyttleton (ca. 1935)

Edith Joan Lyttleton (* 18. Dezember 1873 in Clyne Vale, Epping nahe Campbell Town, Tasmanien, Australien; † 10. März 1945 London, England) war eine neuseeländische Autorin, die unter den Pseudonymen G. B. Lancaster und Keron Hale Romane und zahlreiche Kurzgeschichten veröffentlichte.

## Frühes Leben
Edith Joan Lyttleton wurde am 18. Dezember 1873 als Tochter und ältestes Kind der Eheleute Emily Wood und Westcote McNab Lyttleton auf einer Schafsfarm nahe Campbell Town in Tasmanien geboren. Sie hatte drei Geschwister, eine Schwester und zwei Brüder. Ihr Vater, der in [[Halifax (Nova Scotia)|Halifax]], in der Kanadischen Provinz Nova Scotia (Neuschottland), geboren wurde, stammte von einer einflussreichen schottischen Landbesitzerfamilie ab, die im achtzehnten Jahrhundert Neuschottland kolonisierte.

## Neuseeland
Als Edith Lyttleton sechs Jahre alt war, wanderte die Familie nach Neuseeland aus, wo ihr Vater zunächst Leiter, dann später Eigentümer einer Rokeby genannten Schaffarm in Rakaia in der Region Canterbury werden konnte. Edith wuchs in einer kolonialen gehobenen Gesellschaft auf, in der die Familien der Landbesitzer einen ausgeprägten Sinn für ihre imperiale Missionen und Pflichten entwickelten, doch während ihre Brüder die Christchurch Boys’ High School besuchen durften, wurde eine ähnlich Schulausbildung ihr und ihrer Schwester verwehrt. Sie wuchs in bedrückenden häuslichen Verhältnissen auf, in denen die Kinder nach puritanischen anglikanischen Glauben streng erzogen wurden. Während die Mutter die strenge Erzieherin war, konnte sie durch ihren Vater ein tief geprägtes Interesse zur Literatur entwickeln.
Edith begann Geschichten zu schreiben und als sie um die Jahrhundertwende begann diese auch zu veröffentlichen, durfte sie dafür nicht ihren Namen verwenden. So nutzte sie das Pseudonym „Keron Hale“ für ihre Veröffentlichungen. 1901 wurde eine Geschichte, die sie für das The New Zealand Illustrated Magazine geschrieben hatte, ausgezeichnet, womit leider auch ihre Identität bekannt wurde. In Folge änderte sie ihr Pseudonym in „G. B. Lancaster“, unter dem dann alle ihren späteren Werke bekannt werden sollten.
Sie schrieb Bücher und zahlreiche Kurzgeschichte, letztere zumeist im monatlich erscheinenden The New Zealand Illustrated Magazine, im The Bulletin, im australischen The Lone Hand und im The Australasian veröffentlicht wurden. Einige ihrer Werke erfuhren auch in England und in den Vereinigten Staaten ihre Veröffentlichung.
Nach dem Tod ihres Vaters im Jahr 1897 verfiel das Anwesen zusehends und so entschloss sich ihre Mutter, die Farm im Jahr 1908 zu verkaufen und mit ihren beiden Töchtern nach England zu gehen.

## England
Kurz nach ihrer Ankunft in London veröffentlichte sie zwei Werke, Jim of the Ranges (1910) und mit The Honourable Peggy (1911) einen Liebesroman, der in England, Schottland und Wales spielte. Mit dem 1913 veröffentlichten Werk The Law-Bringer wurde sie endgültig zur erfolgreichsten neuseeländischen Schriftstellerin seinerzeit in Übersee. In den folgenden zehn Jahren schrieb sie dann hauptsächlich Kurzgeschichten für britische und amerikanische Zeitschriften.
Während des Ersten Weltkriegs engagierte sie sich in Soldatenhilfsorganisationen in London, ging in die Kriegsgebiete nach Frankreich und schrieb, basierend auf ihren Erlebnissen, patriotische Reportagen und Geschichten. 1917 und 1918 folgten zwei weitere Romane und in den Jahren 1920 und 1921 besuchte sie das im Nordwesten äußerst abgelegene kanadische Territorium Yukon, um dort an einem weiteren Roman zu arbeiten.
Im November 1923 verstarb ihre Schwester, was für Lyttleton einschneidend für ihr Leben war. Vier Monate später starb ihre Mutter. Ihre schriftstellerische Tätigkeit kam abrupt zum Erliegen. Nach einer langen Erholungszeit, fing sie 1926 an, ihre neue Freiheit zu nutzen und begann zu Reisen. Doch bis in das Jahr 1940 hinein, blieb sie nirgendwo länger als ein Jahr am Stück.
Noch bevor sie nach Neuseeland zurückging, veröffentlichte sie 1933 mit Pageant einen neuen Roman.

## Neuseeland
1933 siedelte Lyttleton dann wieder in Neuseeland und gab ihre Identität für ihre Werke öffentlich bekannt. Dadurch war sie nachfolgend für Radio- und Zeitungsinterviews sowie für Vorträge sehr gefragt, auch vor allem von Frauengruppen in Neuseeland und Australien.

## Kanada
1938 verließ sie Neuseeland für immer und reiste zunächst nach Halifax in Nova Scotia, Kanada, um für ihren neuen Roman Grand Parade zu recherchieren.

## England
Sie kehrte zurück nach England und konnte wegen des Zweiten Weltkriegs nicht mehr reisen. Ihr Gesundheitszustand verschlechterte sich, doch dies hielt sie nicht davon ab, sich während des Kriegs als Helferin zu engagieren. Ihr in Kanada begonnenes Werk konnte sie dennoch 1943 veröffentlichen.
Edith Joan Lyttleton verstarb am 10. März 1945 in einem Londoner Pflegeheim.
Edith Joan Lyttleton schrieb Zeit ihres Lebens mehr als ein Dutzend Romane und unzählige Kurzgeschichten, die in den entlegenen Gegenden Neuseelands, Australiens und Kanadas spielten und zumeist Liebes- und Abenteuergeschichten waren. In der ersten Hälfte des zwanzigsten Jahrhunderts war sie die meistgelesene neuseeländische Autorin in Übersee. 1933 wurde sie für ihr Werk Pageant in Australien mit der Australian Literary Studies Gold Medal ausgezeichnet.

## Werke

### Romane
- 1905 – A Spur to Smite. A. Melrose, London 1905 (englisch).
- 1906 – The spur or the Bondage of Kin Severne. Doubleday, Page & Co., New York 1904 (englisch).
- 1907 – The Tracks We Tread. Doubleday, Page & Co., New York 1907 (englisch).
- 1908 – The Altar Stairs. Doubleday, Page & Co., New York 1908 (englisch, wurde 1922 unter dem gleichen Titel verfilmt).
- 1910 – Jim of the Ranges. Constable, London 1910 (englisch).
- 1911 – The Honourable Peggy. Constable, London 1911 (englisch).
- 1913 – The Law-Bringers. Hodder & Stoughton, New York 1913 (englisch).
- 1917 – Fool Divine. Hodder & Stoughton, London 1917 (englisch).
- 1918 – The Savignys. Hodder & Stoughton, London 1918 (englisch).
- 1933 – Pageant. Century, New York 1933 (englisch, Gewinner der Australian Literary Studies Gold Medal (1933)).
- 1933 – The World is Yours. Endeavour Press, Sydney 1933 (englisch).
- 1938 – Promenade. Angus and Robertson, Sydney 1938 (englisch).
- 1943 – Grand Parade. Reynal and Hitchcock, New York 1943 (englisch).

Alle Werke unter dem Pseudonym G. B. Lancaster geschrieben.

Quelle: Kōtare (2007)

### Sachbücher
- 1913 – The Price of Honour. In: London Magazine. London 1913 (englisch, in fünf Episoden von November 1913 bis März 1914 erschienen).
- 1919 – What Hopes Overseas: Australia, Canada, New Zealand. In: Royal Magazine. London Juli 1919 (englisch).
- 1919 – The Besetting Sin. In: London Magazine. London 1919 (englisch, in sieben Episoden von Oktober 1919 bis April 1920 erschienen).
- 1920 – How to Write a Short Story. Helpful Hints from Famous Authors: G.B. Lancaster. In: London Magazine. London Mai 1920 (englisch).

Alle Werke unter dem Pseudonym G. B. Lancaster geschrieben.

Quelle: Kōtare (2007)

### Kurzgeschichten
- 1904 – Sons o’ Men. A. Melrose, London 1904 (englisch, Sammlung von Kurzgeschichten).

Sie schrieb über 100 weitere Kurzgeschichten, die in den Publikationen New Zealand Illustrated Magazine, The Australasian, The Bulletin, Harper’s Monthly Magazine, Steele Rudd’s Magazine, The Lone Hand, The Windsor Magazine, The Weekly Times, The Weekly Times Annual und im London Magazine jeweils veröffentlicht wurden.